# Hyssopus
Hyssopus là một chi thực vật có hoa trong họ Hoa môi (Lamiaceae).

## Hình ảnh

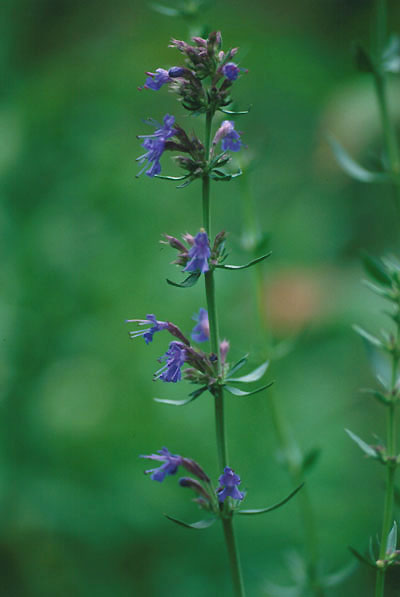
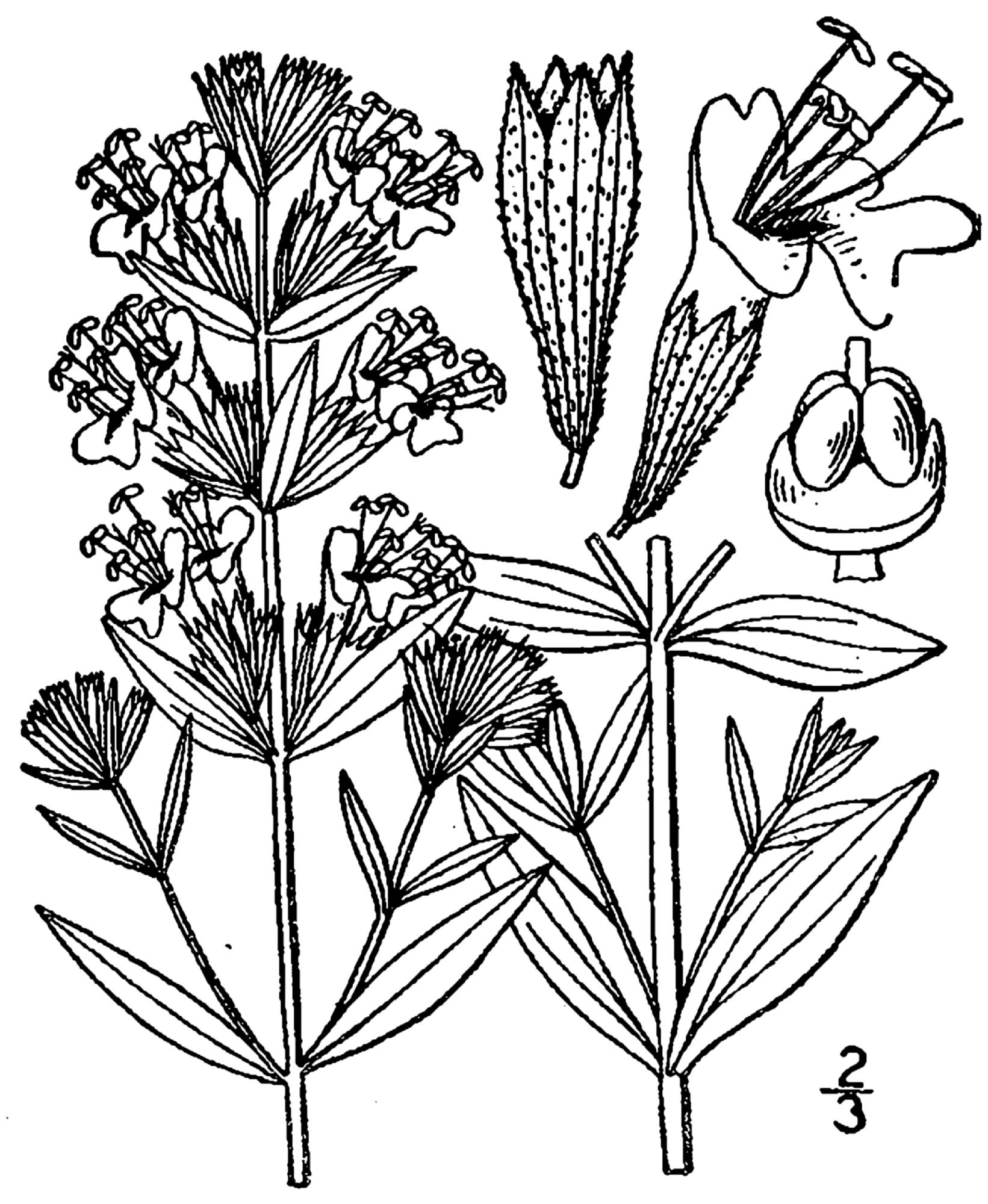
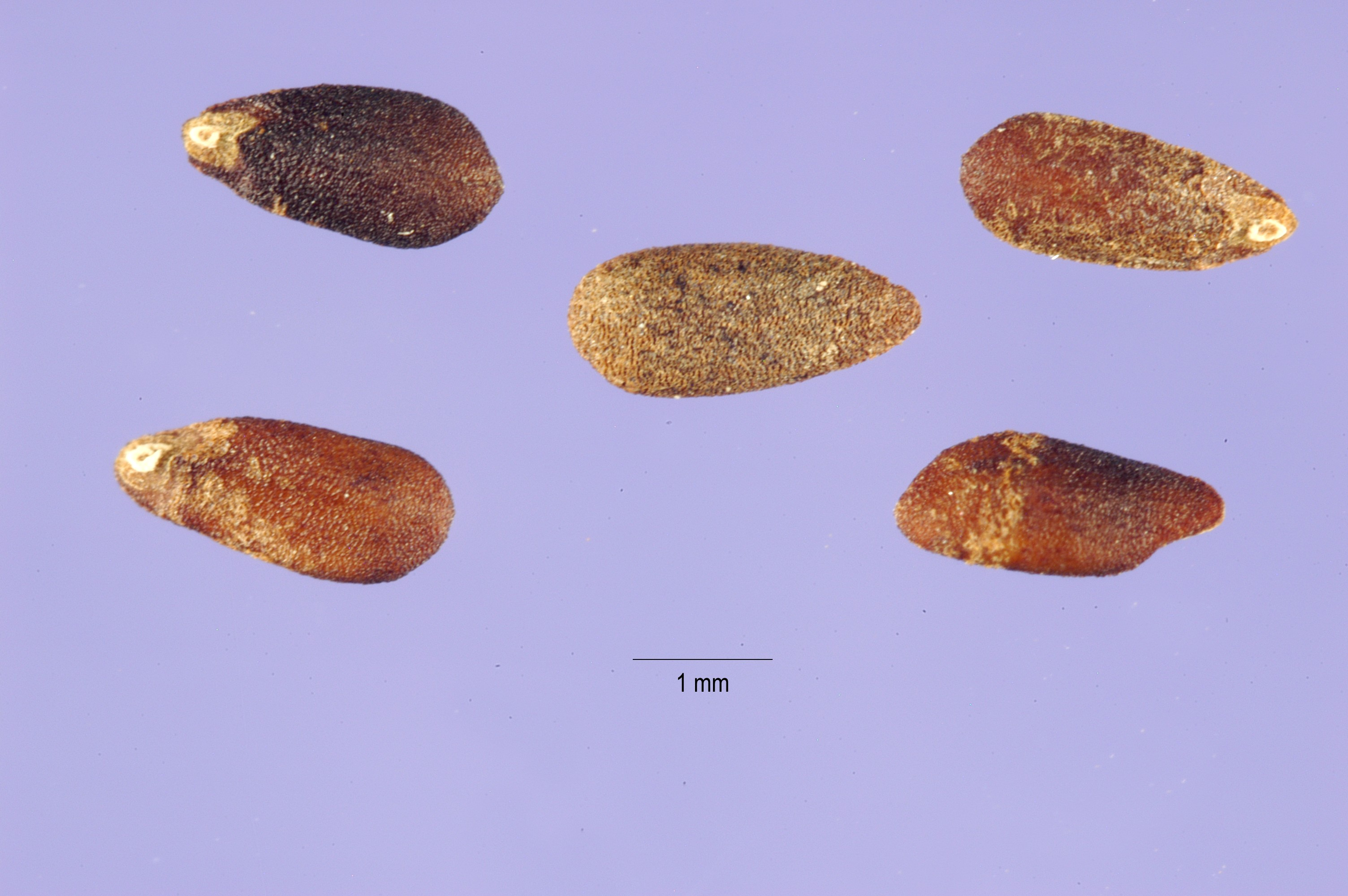

## Loài
Chi Hyssopus gồm các loài: